# 포포의 이야기 나라
《포포의 이야기 나라》는 컴펜이 만든 동화 애니메이션이다. 2006년 5월 25일부터 2006년 12월 14일까지 문화방송에서 방영되었으며 15분 분량의 에피소드 2편을 하나의 에피소드 형식으로 방영했다.
2006년 1월 19일부터 2006년 4월 13일까지 방송된 동화 애니메이션인 《동화 읽어주는 TV》의 후속작으로 방영되었다. 애니메이션에 등장하는 요정인 포포가 사랑, 우정, 지혜, 교훈이 담긴 세계의 여러 명작 동화를 들려주는 내용을 담고 있다.

## 에피소드
- 1화: 《잭과 콩나무》
- 2화: 《장화 신은 고양이》
- 3화: 《개구리 왕자》
- 4화: 《빨간 모자》 (《빨간 두건》)
- 5화: 《엄지 공주》
- 6화: 《돈 키호테》
- 7화: 《헨젤과 그레텔》
- 8화: 《성냥팔이 소녀》
- 9화: 《작은 아씨들》
- 10화: 《바보 이반》
- 11화: 《왕자와 거지》
- 12화: 《미운 아기 오리 새끼》 (《미운 오리 새끼》)
- 13화: 《라푼젤》
- 14화: 《벌거숭이 임금님》
- 15화: 《브레멘 음악대》
- 16화: 《행복한 왕자》
- 17화: 《알프스 소녀 하이디》 (《하이디》)
- 18화: 《집 없는 아이》
- 19화: 《오즈의 마법사》
- 20화: 《마지막 잎새》
- 21화: 《닐스의 대모험》 (《닐스의 신기한 여행》)
- 22화: 《장난감 병정》 (《꿋꿋한 주석 병정》)
- 23화: 《별주부전》 (《토끼전》)
- 24화: 《바보 한스》
- 25화: 《꿀벌 마야의 모험》 (《꿀벌 마야》)
- 26화: 《흥부 놀부》 (《흥부전》)
- 27화: 《아낌없이 주는 나무》
- 28화: 《효녀 심청》 (《심청전》)
- 29화: 《톰 소여의 모험》
- 30화: 《엄마 찾아 삼만리》 (《엄마 찾아 삼천리》)
- 31화: 《이상한 나라의 앨리스》
- 32화: 《욕심쟁이 거인》
- 33화: 《알라딘의 모험》 (《알라딘》)
- 34화: 《어린 왕자》
- 35화: 《완두콩 오형제》
- 36화: 《옹고집》 (《옹고집전》)
- 37화: 《마술피리》 (《하멜른의 피리 부는 사나이》)
- 38화: 《프란다스의 개》 (《플랜더스의 개》)
- 39화: 《시골쥐 서울쥐》 (《시골쥐와 도시쥐》)
- 40화: 《눈의 여왕》
- 41화: 《콩쥐팥쥐》 (《콩쥐팥쥐전》)
- 42화: 《홍당무》
- 43화: 《해님 달님》 (《해와 달이 된 오누이》)
- 44화: 《피노키오》 (《피노키오의 모험》)
- 45화: 《장 발장》 (《레 미제라블》)
- 46화: 《파랑새》
- 47화: 《아기 돼지 삼형제》
- 48화: 《키다리 아저씨》
- 49화: 《걸리버 여행기》
- 50화: 《당나귀 공주》 (《당나귀 가죽》)
- 51화: 《피터 팬》 (《피터와 웬디》)
- 52화: 《빨간 머리 앤》

## 출연 성우
- 홍범기
- 이종혁
- 이미자
- 정미라
- 김기흥
- 권혜성
- 심희섭

## 제작진
- 제작사: 컴펜 (Com-pen)
- 기획: 이병덕
- 제작 감독: 최대우
- 시나리오: 한수린
- 음악: 정미라

## 같이 보기
- 동화 읽어주는 TV